# Ho Chia-Hsin
Ho Chia-Hsin (1 de noviembre de 1997) es un deportista taiwanés que compite en taekwondo. Ganó una medalla de bronce en los Juegos Asiáticos de 2018 en la categoría de –63 kg.

## Palmarés internacional
| Representando a China Taipéi |                     |                   |           |
| Juegos Asiáticos             |                     |                   |           |
| Año                          | Lugar               | Medalla           | Categoría |
| 2018                         | Yakarta (Indonesia) | Medalla de bronce | –63 kg    |